# 埔寨火龙
埔寨火龙是起源于中國广东省梅州市丰顺县埔寨镇的客家民间艺术，属于中国民间艺术舞火龙的一种，是当地民风民俗的重要表征之一。

## 简介
在清乾隆年间，为庆丰收、迎新岁，埔寨当地乡民便会出钱出力，购买火药制造火龙，于元宵之夜在当地一处叫做“龙身岽”的地方举行火龙烟花晚会，配以烧烟架、烧禹门等多个焰火节目。节目常吸引数以万计来自镇上或外地慕名而来的民众前来观赏。

## 历史
埔寨火龙在当地民间相传已有两百多年，且其制作工艺不断提高。龙身从曾经的七节或九节逐步增至现在的十一节、十三节或十五节，长度可达40余米；其表演场面蔚为壮观。
据民国三十二年《新修丰顺县志·卷十六·风俗》载：“元宵各族姓皆祭祖与祠堂，名曰‘春祭’。四乡舞狮，盖古傩之遗也，元宵迎灯，银树火花，鼓吹沸天，极鱼龙曼衍之欢。”埔寨火龙是当地世代相传的祭祀礼仪，同时也是一种驱邪祈福的习俗。埔寨的张氏祖先在清乾隆年间从福建省上杭县迁徙至当地，故有承袭闽南地区以草藤扎“草龙”、赤膊跣足“舞龙求雨”的民俗遗风。

## 文化地位
埔寨火龙曾多次参加国内外重大庆典活动。2008年6月，埔寨火龙被国务院列入第一批国家级非物质文化遗产扩展项名录。1998年，广东省文化厅授予埔寨镇“广东省民族民间艺术之乡”称号；2000年，埔寨镇被国家文化部授予“中国民族民间艺术之乡”称号。